# Haltestelle Wien Traisengasse

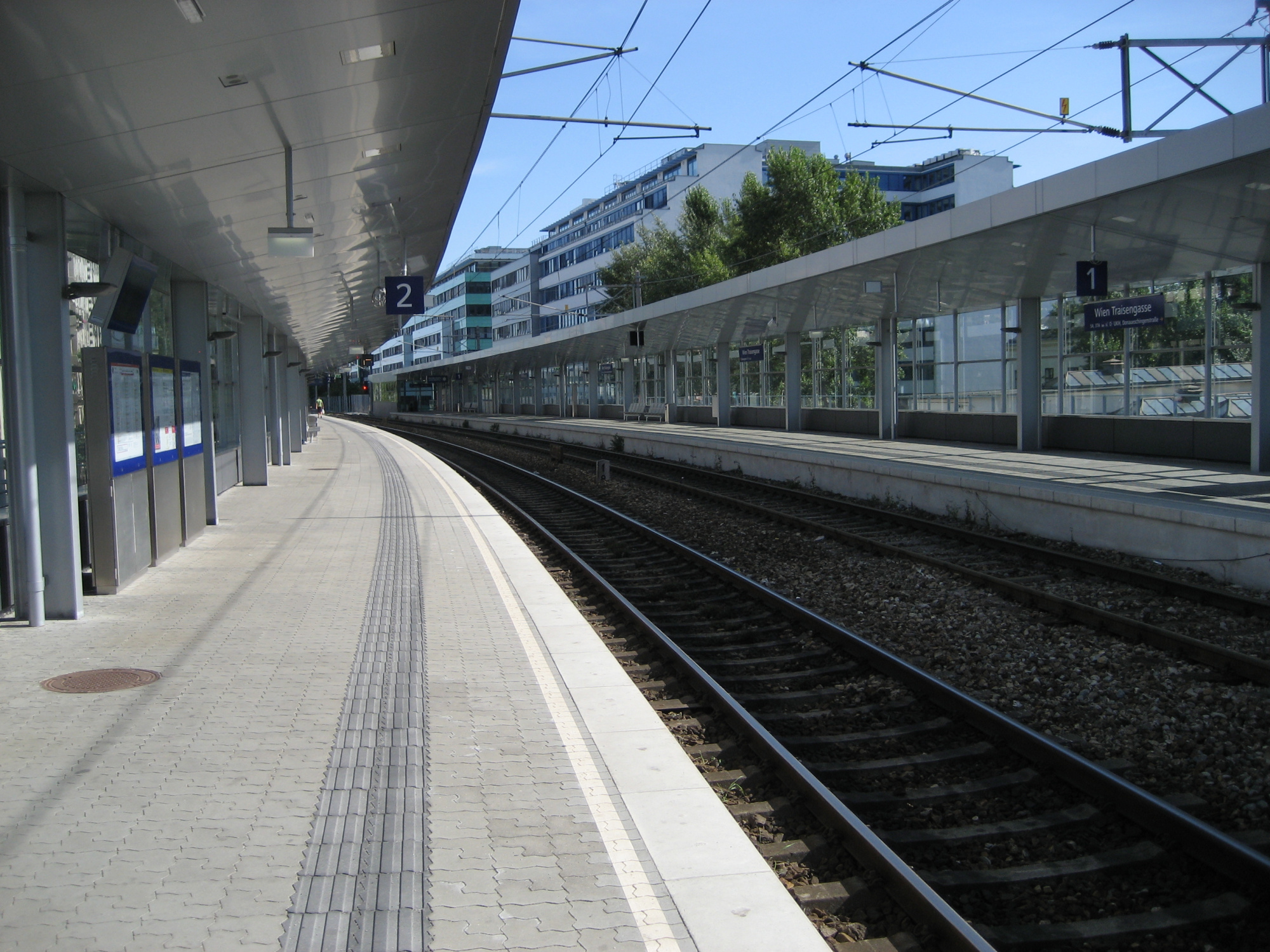
Bahnsteige der Haltestelle

Die Haltestelle Wien Traisengasse der S-Bahn-Stammstrecke liegt im 20. Wiener Gemeindebezirk Brigittenau und wird von Regional- und S-Bahn-Zügen bedient. Die Station wird täglich von mehr als 10.000 Reisenden frequentiert.

## Lage
Die in einem leichten Bogen angelegte Haltestelle liegt parallel zur Dresdner Straße bzw. Pasettistraße und ist zwischen der namensgebenden Traisengasse und der Donaueschingenstraße gelegen. In unmittelbarer Nähe befindet sich das Lorenz-Böhler-Unfallkrankenhaus. Es bestehen Umsteigemöglichkeiten zur Straßenbahn und zu Autobuslinien.

## Linien
| Linie | Verlauf |
| ----- | --- |
| REX1  | Břeclav – Bernhardsthal – Gänserndorf – Wien Floridsdorf – Wien Hauptbahnhof – Wien Meidling – Mödling – Baden – Wiener Neustadt – Payerbach-Reichenau                |
| REX2  | Laa an der Thaya – Mistelbach – Wolkersdorf – Wien Floridsdorf – Wien Hauptbahnhof – Wien Meidling – Wien Westbahnhof                                                 |
| REX3  | Znojmo – Retz – Hollabrunn – Stockerau – Korneuburg – Wien Floridsdorf – Wien Hauptbahnhof – Wien Meidling – Mödling – Baden – Wiener Neustadt – Payerbach-Reichenau  |
| REX7  | Wien Floridsdorf – Wien Rennweg – Flughafen Wien – Wolfsthal |
| S1    | Wien Meidling – Wien Hauptbahnhof – Wien Mitte – Wien Traisengasse – Wien Floridsdorf – Gänserndorf                                                                   |
| S2    | Mödling – Wien Meidling – Wien Hauptbahnhof – Wien Mitte – Wien Traisengasse – Wien Floridsdorf – Wolkersdorf – Mistelbach (– Laa an der Thaya)                       |
| S3    | Wiener Neustadt Hbf – Baden – Wien Meidling – Wien Hauptbahnhof – Wien Mitte – Wien Traisengasse – Wien Floridsdorf – Stockerau – Hollabrunn                          |
| S4    | Wiener Neustadt Hbf – Baden – Wien Meidling – Wien Hauptbahnhof – Wien Mitte – Wien Traisengasse – Wien Floridsdorf – Stockerau – Absdorf-Hippersdorf (– Tullnerfeld) |
| S7    | Wien Floridsdorf – Wien Traisengasse – Wien Mitte – Wien Rennweg – Flughafen Wien (VIE) – Wolfsthal                                                                   |

2 Dornbach – Johann-Nepomuk-Berger-Platz – Josefstädter Straße – Rathaus – Ring, Volkstheater – Stubentor – Taborstraße – Traisengasse – Dresdner Straße – Friedrich-Engels-Platz
5A Griegstraße – Handelskai – Traisengasse – Dresdner Straße – Gaußplatz – Nestroyplatz
37A Engerthstraße/Traisengasse – Traisengasse – Dresdner Straße – Spittelau – Nußdorfer Straße – Dänenstraße
N29 Wittelsbachstraße – Schwedenplatz – Traisengasse – Dresdner Straße – Floridsdorf
Derzeit in Bau ist die neue Straßenbahnlinie 12, welche vom Arne-Carlssohn-Park über Traisengasse zur U-Bahn-Station Vorgartenstraße verlaufen wird.

## Geschichte
Die Haltestelle Wien Traisengasse wurde von 1960 bis 1962 als Station der S-Bahn-Stammstrecke errichtet und am 17. Jänner 1962 eröffnet. Seit Dezember 2008 halten auch Regionalzüge in dieser Haltestelle.
Im Zuge von Bauarbeiten entlang der gesamten Stammstrecke sollen von 2023 bis 2026 die Bahnsteige verlängert werden. Dabei wurde der nördliche Zugang auf die andere Seite der Donaueschingenstraße verlegt.

## Anlage
Die derzeitige Architektur stammt von Albert Wimmer. Die Haltestelle wurde zwischen Oktober 2007 und August 2009 von Grund auf im laufenden Betrieb modernisiert. Das Stationsgebäude wirkt durch die Verwendung von 2.500 m² Glas und 150 Tonnen Stahl hell und transparent und sorgt neben einem Sicherheitssystem mit Videoüberwachung für ein erhöhtes Sicherheitsgefühl bei den Fahrgästen. Die S-Bahn-Haltestelle verfügt über zwei 161 Meter lange Seitenbahnsteige, welche vollständig überdacht und mit einer Wandverglasung versehen sind. An den Enden befinden sich kleine Wartekojen. Der Ausgang Traisengasse verfügt zusätzlich zur Stiegenanlage über Fahrtreppen, der Ausgang Donaueschingenstraße über Stiegenabgänge und Aufzüge. Beide Zugänge sind mit kleinen Eingangshallen samt Vordächern ausgestattet. Die Station ist mit einem Blindenleitsystem ausgestattet. Auf beiden Bahnsteigen befinden sich Zugzielanzeiger sowie Abfahrtsmonitore.